# Monthly Arcadia
Monthly Arcadia (月刊アルカディア, Gekkan arukadia) est un magazine de jeux vidéo japonais publié par Enterbrain et spécialisé dans les jeux d'arcade.
Le magazine Arcadia est lancé en décembre 1999, il succède au mensuel Gamest, qui a cessé de paraître à la suite de la faillite de l'éditeur Shinseisha la même année,. L'équipe d'Arcadia est à l'origine composée de membres qui ont auparavant travaillé pour Gamest, magazine disparu en 1999 et Neo Geo Freak. Le magazine est publié de manière irrégulière jusqu'au troisième volume puis est publié en tant que magazine mensuel sous le titre de Arcadia Monthly à partir du numéro de juin 2000,. Le magazine se renouvèle avec le numéro de février 2006 paru en décembre 2005. Le numéro de juin 2009 (paru en avril 2009) fête les 10 ans du magazine, pour cette occasion, Arcadia se renouvèle une seconde fois, la couverture et le papier sont repensés. Après le numéro du 30 avril 2013, le magazine passe d'une publication mensuelle à bimestrielle. Arcadia publie sa dernière presse en avril 2015 le 28 février 2015 et aura totalisé 168 numéros,,.